# 中国共産党第十三期中央委員会第一回全体会議
中国共産党第十三期中央委員会第一回全体会議（ちゅうごくきょうさんとうだい13きちゅうおういいんかいだい1かいぜんたいかいぎ）、もしくは第13期1中全会は、1987年11月2日に北京で開催された中国共産党中央委員会の会議。

## 理論
第11期3中全会のあと、改革開放が実行されると経済は発展したものの、改革開放を実行する理論的根拠についての説明は無かった。社会主義の導入が早すぎたため、簡略化した民主主義を導入する必要がある、あるいは中国は資本主義を経験せずに社会主義を実行したので、部分的に資本主義を導入する必要があるという理論はあったものの、大論争を引き起こす可能性があった。
中国は既に社会主義国家なのか、あるいは社会主義を追求している最中なのかという疑問に答えるため、党総書記代行兼国務院総理（首相）の趙紫陽は、第11期6中全会と第12回党大会の決議で用いられ、論争を引き起こすことのなかった「社会主義初級段階」という表現を理論的根拠として提起し、鄧小平、陳雲、李先念に承知させた。
中国独自の社会主義を建設するための基本的な取り組みは、「経済建設を中心とする」、「四つの基本原則を堅持する」、「改革開放を堅持する」という、第11期3中全会以降の方向性を定めた要素だったが、これを「一つの中心、二つの基本点」として党大会の報告草案に盛り込まれた。
「四つの基本原則と改革開放」という考え方は第11期3中全会で示されたが、同会議の示す原則は改革開放だと印象付けられていた。「四つの基本原則」と「改革開放」はどちらが欠けても成立しないと考える趙は、1987年1月30日に開かれた春節祝賀式典で、反自由化運動によって第11期3中全会の原則が覆されるのではという不安が広がったため、第11期3中全会では両方を原則として示しており、運動は「四つの基本原則」の放棄に反対するために展開している。二つの基本点は第11期3中全会の原則に「四つの基本原則」があることを強調しているのだから、改革開放を語るべきではないと説明した。
保守派からは、全ての基盤である「四つの基本原則」と、政策手段にすぎない「改革開放」を同等に扱うべきではないとの批判を受け、中央宣伝部、中央党校を巻き込んで混乱をきたした。趙はどちらも政策の基盤であり、一方を原則として他方を手段ととらえれば改革開放の重要性が損なわれると反論し、批判は静まった。
鄧小平は「一つの中心、二つの基本点」という表現を高く評価した。一方、政治改革については一旦は推進したものの、党大会の政治報告草案作成が始まると、三権分立の導入を再三拒否し、他国首脳との会談でも三権分立の非効率を語っている。

## 人事を巡る動き
1987年1月、保守派による批判を受け、胡耀邦が党総書記を辞任し、趙紫陽が総書記代行となった。胡耀邦の辞任以前に、鄧小平は第13回党大会に向けて、新たな指導部を選定する責任者7人からなる「七人小組」（薄一波、楊尚昆、王震、姚依林、宋任窮、伍修権、高揚）を任命していた。懸案となっていたのは中央政治局常務委員の指名と、数名の長老に対する処遇であった。趙紫陽は、長老が引退しないのなら、中央政治局常務委員会の権威を保つために、鄧小平に引き続き政治局常務委員として留まるように要請していた。
保守派の勢力伸長と長老支配という海外の批判に留意した鄧小平は、全国人民代表大会常務委員長（国会議長）の彭真を引退させ、陳雲、李先念には名誉職をあてがうことを提案し、薄一波を通じて3人を説得した。3人の処遇について、引き続きある程度の権限を持たせるかについても話し合われたが、鄧は「姑は1人いればいい」として、陳雲、李先念の介入を望まなかった。ところが、重要な問題については今後も陳雲、李先念に相談することとなった。7月7日、薄一波は趙紫陽に、第13期1中全会において今後も鄧小平に指導を求め、最終決定を委ねることを発表するように提案した。この提案に鄧と趙は同意した。
当時の政治局常務委員会は7人で、候補も7人いた。鄧小平は当初、改革派と目される万里、田紀雲を加えた常務委員7人体制を主張したが、姚依林が「万里は重大な局面では優勢につく」「田紀雲は問題のある親戚を昇進させた」と批判したため、常務委員は5人となった。楊尚昆を国家主席に、万里を彭真の後任として全人代常務委員長に任命する決定も下された。
趙紫陽は第13回党大会で正式に総書記になることは決まっていたので、後任の国務院総理を巡って候補が李鵬と姚依林に分かれた。陳雲、李先念が推薦する李鵬は工学、技術、電力分野上がりで経済を担当した経験が殆ど無かったため手腕が不安視され、経済分野に明るく陳雲に近い姚依林に2年間総理を務めてもらう案も出たが、高齢で金融・貿易以外の経験がないと鄧小平に批判された。他に候補者を探しても陳、李に拒否されるため、総理は李鵬に決まった。ただし、趙紫陽が当面経済問題を扱うとも決められた。
李先念も保守派の影響力を拡大するため、趙紫陽に総理に留まるべきと提案したが、陳雲と共に鄧力群を総書記に担ごうとしていることを知った趙は、鄧小平に相談する。同様に保守派の台頭を危惧していた李鋭も鄧力群の過去の問題を趙経由で鄧小平に報告し、最終的に鄧力群は政治局委員のリストから外れた。
胡耀邦の辞任後、政治局常務委員会の運営は趙紫陽、薄一波、万里と楊尚昆に任され、趙の提案で党中央書記処で日常業務を担当する胡啓立を加えた5人からなるチーム（「五人小組」）が結成される。第13回党大会の指導部人事のために結成されたはずの七人小組は、一般の人事にまで口を挟み始める。1987年に黒龍江省で発生した森林大火災の責任を取って林業部長が解任されたが、後継人事に「七人小組」が介入したため人事は通らず、当時外遊中だった趙に替わって万里が鄧小平に抗議し、通常の人事は中央書記処と国務院が担当することを薄一波に了承させる。
その後も薄は党大会の人事には省長や市長、閣僚級幹部の評価も含まれているから、党中央組織部は七人小組に意見を求めるべきと中央組織部長の宋平に要求した。また宋平を通じて党大会終了後も党中央の人事業務を支援するため、七人小組を残すべきと提案する。趙は当初の決定を順守すると返答し、人事に介入して権力を握ろうとする薄一波と趙紫陽との関係は悪化した。

## 1中全会の開催
前日まで行われていた第13回党大会で鄧小平、陳雲らが中央委員から退いて幹部の若返りを果たし、趙紫陽が総書記代行から正式に総書記に就任した。
趙紫陽が会議を主催し、趙紫陽、李鵬、喬石、胡啓立、姚依林が政治局常務委員に選出された。
政治局入りする予定だった鄧力群は鄧小平の意向で政治局候補委員に格下げされた上、中央委員選挙でも落選したため政治局候補委員はおろか中央委員にもなれなかった。また、中央宣伝部長を解任された朱厚沢も中央委員選挙で落選している。一方、総書記職を追われた胡耀邦は中央委員選挙で高い得票率を獲得し、政治局委員にも再選された。胡自身は中央委員選挙では反対票を投じている。
鄧小平が中央顧問委員会主任を引退し、代わって陳雲が後任に、薄一波、宋任窮を副主任とする決定が行われた。常務委員入りが予定されていた鄧力群はここでも惨敗し、一般の委員にしかなれなかった。
1989年5月16日に趙紫陽がミハイル・ゴルバチョフソ連書記長に明かしたところによると、政治局の重要決定は鄧小平に最終決定を委ねる決議を採択し、第13回党大会で「中央軍事委員会主席は中央政治局常務委員から選出する」との条文を削除して鄧が院政を敷く担保とした。また、楊尚昆と薄一波にはオブザーバーとして政治局常務委員会に出席する権限が与えられたため、合法的に介入する手段を与えることになった。

### 中央政治局委員
- 万里 - 全国人民代表大会常務委員長
- 田紀雲 - 国務院副総理
- 喬石 - 中央書記処書記、中央紀律検査委書記、中央政法委書記
- 江沢民 - 上海市党委書記
- 李鵬 - 国務院総理
- 李鉄映 - 国務委員、国家経済体制改革委員会主任
- 李瑞環 - 天津市党委書記
- 李錫銘 - 北京市党委書記
- 楊汝岱 - 四川省党委書記
- 楊尚昆 - 国家主席
- 呉学謙 - 外交部長
- 宋平 - 中央組織部長
- 趙紫陽 - 中央委員会総書記
- 胡啓立 - 中央書記処第一書記
- 胡耀邦
- 姚依林 - 国務院常務副総理
- 秦基偉
- 丁関根 - 鉄道部長（候補委員）

### 中央政治局常務委員会委員
- 趙紫陽、李鵬、喬石、胡啓立、姚依林

### 中央委員会総書記
- 趙紫陽

### 中央書記処書記
- 胡啓立、喬石、芮杏文、閻明復、温家宝（候補書記）

### 中央軍事委員会
- 主席：鄧小平
- 第一副主席：趙紫陽
- 常務副主席：楊尚昆
- 委員：劉華清、洪学智、秦基偉、遅浩田、楊白冰、趙南起

### 中央規律検査委員会
- 書記：喬石
- 副書記：陳作霖、李正亭、蕭洪達
- 常務委員会委員：王徳瑛、喬石、劉麗英、李正亭、蕭洪達、陳作霖、郭林祥、傅傑

### 中央顧問委員会
- 主任：陳雲
- 副主任：薄一波、宋任窮
- 常務委員：王平、王首道、伍修権、劉瀾濤、江華、李一氓、李徳生、楊得志、蕭克、余秋里、宋任窮、宋時輪、張頸夫、張愛萍、陸定一、陳雲、陳丕顕、陳錫聯、胡喬木、段君毅、耿颷、姫鵬飛、黄華、黄鎮、康世恩、程子華、薄一波